# フランク・チパスラ

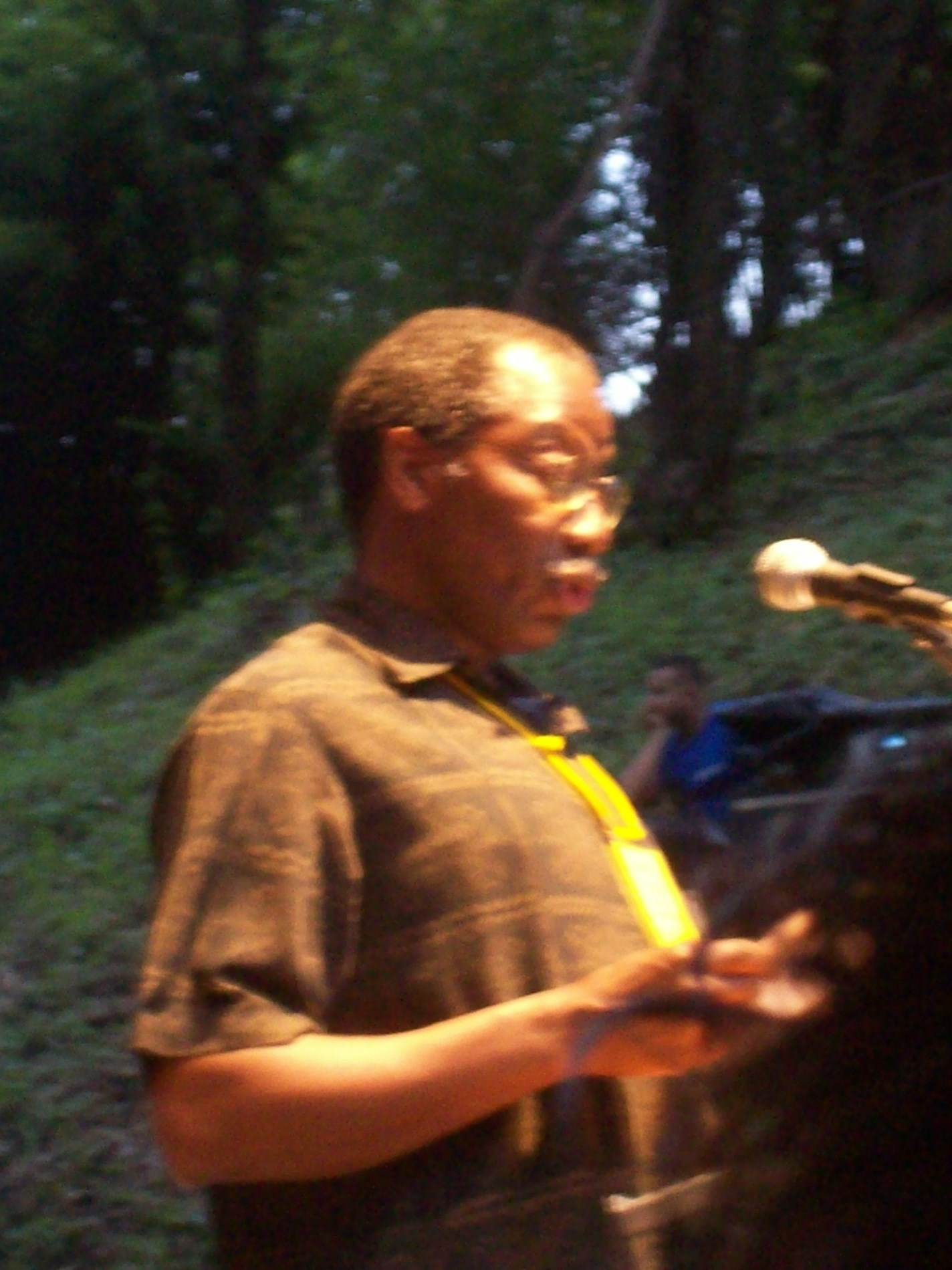
2008年度のInternational Poetry Festival of Medellínにて

フランク・チパスラ(Frank M. Chipasula、1949年10月16日 - )は、マラウイ人の作家、編集者、大学教員である。

## 経歴
チパスラは1949年にマラウイに生まれた。当初、マラウイ大学のチャンセラー・カレッジに学んでいたが、1973年にヘイスティングズ・カムズ・バンダ政権によって亡命を余儀なくされ、タンザニアを経てザンビアに移住。1976年にザンビア大学から文学士の学位を受けた。その後、アメリカ合衆国へと移住し、1982年にイェール大学から文学修士号を、1987年にはブラウン大学から英文学の博士号を得た。
現在は、ネブラスカ大学オマハ校とハワード大学で黒人学の助教授として勤務しており、また、ワシントンD.C.にあるマラウイ大使館員への教育指導も行っている。なお、チパスラの詩集である『Visions and Reflections』（1972）は、マラウイの詩人が英語で執筆した初の作品として知られる。

## 業績
- 1985年、Honourable mention Noma Award受賞
- 1989年、BBC Poetry Prize受賞